# Canadá nos Jogos Olímpicos de Verão de 1952
O Canadá competiu nos Jogos Olímpicos de Verão de 1952, realizados em Helsinque, Finlândia.